# Avèze (Puy-de-Dôme)
 Avèze  es una población y comuna francesa, situada en la región de Auvernia, departamento de Puy-de-Dôme, en el distrito de Issoire y cantón de Tauves.

## Demografía
| 407 | 359 | 327 | 306 | 258 | 235 |
| Para los censos de 1962 a 1999 la población legal corresponde a la población sin duplicidades (Fuente: INSEE [Consultar]) |     |     |     |     |     |